# Gabriel Claude de Villers
Gabriel Claude de Villers, marquis de Franconville, seigneur de Villiers et de Bazemont, dit le « marquis d'O » bien qu’il n’en porte pas le titre, né en 1654 et mort le 17 mars 1728, est un aristocrate, courtisan et officier de marine français des XVIIe et XVIIIe siècles. Originaire d'une famille noble originaire de Basse-Normandie, il s'engage à dix-sept ans dans la Marine royale au sein de laquelle il parvient au grade de lieutenant de vaisseau et major de la marine du Ponant. Après son mariage romantique avec la fille de l'ambassadeur de France à Constantinople, il est repéré par Madame de Maintenon qui souhaite placer un officier qui lui soit dévoué aux côtés du comte de Toulouse, le fils de sa rivale Madame de Montespan.
À la Cour de Versailles, Villers - qui se fait désormais appeler « marquis d'O » - et sa femme laissent s'exprimer leurs talents de courtisans. Nommé gouverneur du comte de Toulouse, il tire de cette charge une fortune considérable et profite de sa proximité avec le comte de Toulouse et Madame de Maintenon pour faire avancer sa carrière. Nommé chef d'escadre et lieutenant général des armées navales alors qu'il n'a plus quitté Versailles depuis des années, il prend néanmoins part à la guerre de Succession d'Espagne aux côtés de son protégé, et notamment à la bataille de Malaga, à la suite de laquelle il sera accusé d'avoir convaincu le comte de Toulouse de ne pas pousser plus en avant l'avantage que les Français avaient obtenu. Il s'attire, par son zèle et son attitude dévote, l'inimitié d'un certain nombre de membres de la Cour, parmi lesquels Saint-Simon et le marquis Dangeau.

## Biographie

### Origines et famille
Gabriel Claude de Villers descend d'une famille noble originaire de la ville d’O ou Saint-Martin d'O dans le Perche (actuelle Mortrée, près d'Argentan en Basse-Normandie). Cette famille descend de Robert, seigneur d’O qui accompagne le duc de Normandie, Robert Ier le Magnifique, lors de son pèlerinage en Terre Sainte.
Il est le fils de Gabriel de Villers, seigneur d’O (mort le 10 avril 1659), et de Marie de Perrien de Crenan (morte en 1665 ?), mariés le 10 juin 1644 à Paris. De cette union naissent un fils et une fille :
- Gabriel Claude de Villers d'O, (1654-1728)
- Renée Maurice de Villers d'O, dame d'Herbeville, fille d’honneur de la Reine (1669)[Note 3]

Il est apparenté à François d'O (1551-1594), surintendant des finances et mignon du roi Henri III, et à son frère Jean d'O, qui sont tous deux ses grands-oncles.

### Jeunesse et débuts dans la marine royale
Né en 1654, il est reçu dès son enfance chevalier de Malte. Puis il suit le parcours traditionnel d’un noble fréquentant la Cour. Page à la Grande Écurie, il remplit ensuite différentes fonctions militaires et maritimes. Engagé volontaire dans la Marine royale en 1673 au début de la guerre de Hollande, il est promu enseigne de vaisseau en 1676, puis lieutenant de vaisseau en 1682. En 1686, il est Major de la Marine du Ponant, basée à Brest.

### Mariage et promotions
L’année suivante, il épouse Marie Anne de la Vergne de Guilleragues (1657-1737) sur le site de l’ancienne Troie, près de Constantinople, où le père de la mariée – ambassadeur de France – était mort en poste en 1685. Dans son Journal, le marquis Dangeau raconte les circonstances de la rencontre et du mariage :

« Villers étoit un petit garde-marine, fongueux, fort sot, mais fort bien fait, qui montoit le vaisseau sur lequel Guillerague Ct son voyage, où il a voit mené sa femme et sa fille. Il mourut peu après à Constantinople. Villers, amoureux de mademoiselle de Guillerague dans la traversée, ayant appris la mort de son père à son prochain retour, fit si bien qu'il fut de ceux qui montèrent le vaisseau qui alloit chercher la mère et la fille. Villers étoit devenu enseigne ou lieutenant, et mademoiselle de Guillerague, charmée de son retour, et encore plus de l'amour qui lui avoit fait entreprendre ce voyage, le fit goûter à sa mère, et, à la manière des héros de romans qui ne s'inquiètent pas de la subsistance, ils se marièrent sur la côte de l'ancienne Troie, où le vaisseau eut à relâcher, et où ils mirent pied à terre. C'étoit une terre propre à un mariage de roman; aussi lui porta-t-elle bonheur. »

C’est cependant un personnage caractéristique de la noblesse proche des Grands et dont la place à la Cour est considérable. Quelques éléments de sa carrière montrent comment il s’insère dans la « nébuleuse ». C’est sa proximité dans l’entourage de Mme de Maintenon que le marquis d’O obtient les différentes places auprès du comte de Toulouse. Cette dernière compte, en effet utiliser ce jeune officier de marine contre sa rivale, Madame de Montespan, en le plaçant près de son fils, le comte de Toulouse. Il devient gouverneur du comte de Toulouse, bâtard légitimé de Louis XIV, alors âgé de huit ans et depuis trois ans déjà amiral de France.
Gabriel Claude de Villers, prend alors le titre de « marquis d'O », bien qu'il n'y ait jamais eu droit. Le marquis Dangeau écrit dans son Journal « Villers fut donc agréé, et prit le nom de Marquis d'O, se prétendant de cette maison, que les généalogistes ne lui accordèrent jamais, mais dont la cour et le monde ne fit aucune difficulté »; il est sur ce point d'accord avec Saint-Simon qui affirme « Villers se prétendit bientôt de la Maison d'O et en prit le nom et les armes. »
À la majorité de ce dernier en 1696, il passe de la fonction de gouverneur à celle de premier gentilhomme qu’il garde jusqu’à sa mort à l’âge de 74 ans, en 1728. Cette charge lui procure d’importants revenus, une pension royale de 10 000 livres, le toit et le couvert chez le comte de Toulouse, ainsi qu’une deuxième pension de 6 000 livres et une gratification de 5 000 livres versée par les États de Bretagne. Son rôle à la Cour ne se borne pas à cet aspect. Louis XIV en fait un des menins du duc de Bourgogne en 1699 alors que sa femme devient de son côté une des dames du Palais de la duchesse.

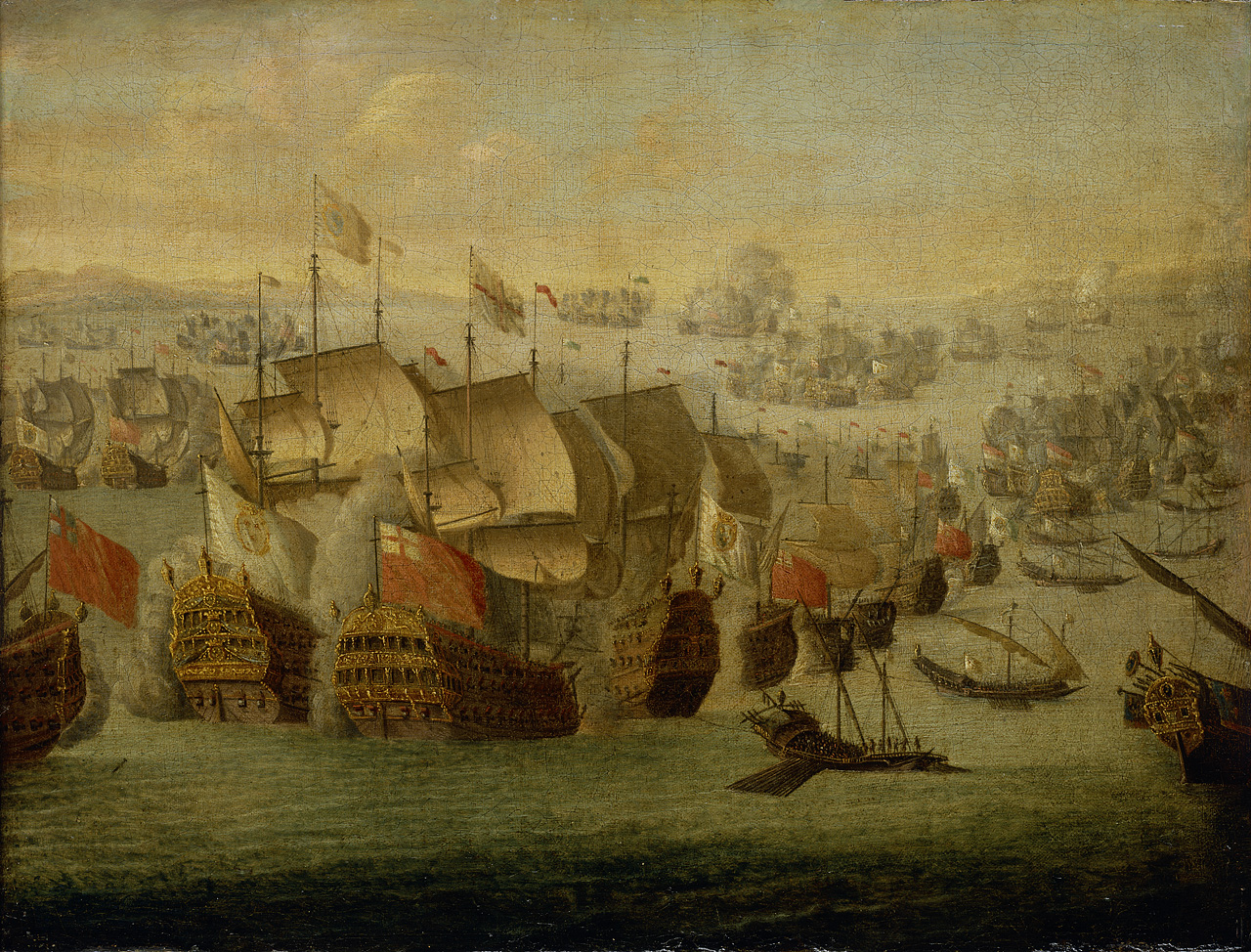
La Bataille de Vélez-Malaga, 24 août 1704, à laquelle assiste le marquis d'O

Chef d'escadre de 1702, il partage le pouvoir avec Villette-Mursay, et est en permanence aux côtés du comte de Toulouse. Saint-Simon qui ne l’aime pas lui attribue l’essentiel des responsabilités dans la retenue dont fait preuve ce dernier à la suite de la bataille de Vélez-Málaga. Il est malgré tout promu Lieutenant général des armées navales à Toulon en 1707. Ces promotions successives et le fait que le « marquis d'O » soit parvenu si haut dans la hiérarchie de la Marine ne sont pas dues à ses talents militaires, mais à sa proximité du comte de Toulouse. Dangeau, toujours aussi critique à son égard écrit : « Son plus grand génie répondoit en plein à sa plus courte expérience navale, et le cours militaire qu'il fit à Versailles, sans en partir, le fit arriver à force de promotions et d'années au grade de lieutenant général de mer, sans avoir acquis que les talents des cabinets et des derrières qui n'influent pas beaucoup à la capacité militaire. »
Contrairement à un certain nombre d'officiers supérieurs de son temps, tels que Tourville, Coëtlogon, Châteaurenault, Langeron, Relingue ou encore Villette-Mursay, qui ne devaient alors leurs promotions qu'à leurs faits d'armes, Villers ne disposait que de peu d'expérience en mer et au combat. Il est moqué par ces officiers bleus qui ont inventé un terme pour surnommer les officiers qui, comme lui, devaient leur carrière à la faveur qu'ils avaient auprès de Madame de Maintenon, « bâtard du cotillon ».

### Le courtisan
Le « marquis d'O » est généralement jugé très négativement par les mémorialistes contemporains qui le côtoient à la Cour. Ces derniers se moquent de ses manières de courtisan, de ses intrigues, de sa dévotion excessive destinée à plaire à ses protecteurs, principalement le comte de Toulouse, et du fait qu'il soit mû par l'appât du gain. Ainsi, le marquis Dangeau écrit :

« Il devint toutefois un fantôme de personnage par la suffisance de son maintien, le dédain sage de son silence qu'il ne commit jamais, et les liaisons d'intrigues, dont il étoit dénombré plus que d'exploits. Sa dévotion extatique et assidue, joint à son orgueilleux sourcil, donnoit envie de découper en frange le derrière de son habit, et de coller sur ses épaules quelques passages de l'Ancien Testament. Il devint le maître chez M. le comte de Toulouse, et en tira une immense subsistance. Sa femme, galante et romanesque, lui laissa la gravité et l'austérité en partage et prit pour elle l'enjouement et tout ce qui l'accompagne. Madame de Maintenon la fit dame du palais, au grand scandale de tout le monde, et elle prit soin, dans l'exercice de sa charge, d'ôter à tout le monde tout sujet de scrupule d'en avoir tant pris sur un titre si au-dessus d'elle, et, qui pis fut, d'un accès si intime et si continuel auprès de madame la duchesse de Bourgogne et de toute sa jeune cour, tellement qu'entre le mari et la femme, tous deux fort unis et concertés en bonne politique, les deux extrémités se trouvèrent également embrassées et très-également à leur profit ; mais leurs vues furent trop vastes pour leur durée ; madame la duchesse de Bourgogne, devenue Dauphine, mourut trop tôt, et M. le comte de Toulouse acheva leur désespoir par son mariage. »

Saint-Simon n'est pas plus tendre quand il l’évoque en ces termes :« Rien n’est si intrigant que le mari et la femme, rien n’est plus gueux. Ils firent si bien auprès de Madame de Maintenon que M. d’O fut mis auprès du comte de Toulouse avec le titre de gouverneur et d’administrateur de sa maison. » Et plus loin, « Sa femme lui aida fort en cela et ils y réussirent si bien que leur temps fini par l’âge de M. le comte de Toulouse, ils demeurèrent tous deux chez lui comme ils l’avaient été avec toute sa confiance et l’autorité entière sur toute administration chez lui. »
Lorsqu’en 1705, sa fille épouse le marquis d’Espinay, toute la famille royale est présente et signe le contrat ainsi que les Orléans, les autres princes du sang, le duc du Maine et le comte de Toulouse. Madame de Montespan figure également parmi les témoins ainsi que d’autres Rochechouart, la marquise de Castries, la duchesse de Lesdiguières. Toulouse accorde 3 000 livres de pension viagère, pension réversible en cas de décès, d’abord au marquis d’O, puis à sa fille.
Lui et sa femme savent éventuellement se rendre indispensables. Bien que son avis soit teinté de partialité, Saint-Simon retrace bien la place des deux, avec leurs moyens et leurs personnalités propres et le rôle qu’ils sont à même de jouer :

« Dévot de profession ouverte, assidus aux offices de la chapelle, où, dans d’autres temps on le voyait encore en prière ; et de commerce qu’avec des gens en faveur ou en place, dont il espérait bien tirer parti, et qui, de leur côté le ménageaient à cause de ses accès… Madame d’O vivait d’une autre sorte. Elle avait beaucoup d’esprit, plaisante, complaisante, toute à tous et amusante. Son esprit était tourné au romanesque et à la galanterie, tant pour elle que pour autrui. Sa table rassemblait du monde chez elle. »

## Mariage et descendance
Il épouse le 16 février 1667, Marie Anne de la Vergne de Guilleragues (†1737), fille de Gabriel Joseph de la Vergne de Guilleragues, vicomte de Guilleragues (†1677 ou 1685) et de Marie Anne de Pontac, dont :
- Marie Anne de Villers d'O (14 octobre 1687 - 4 avril 1727). Elle épouse le 1er avril 1705, François d'Espinay, marquis de Bois-Gueroult. Elle est faite Dame d'Atours de la duchesse d'Orléans.
- Gabrielle Françoise de Villers d'O (1694-1765), elle épouse en 1718, Pierre Gaspard de Clermont-d'Amboise, marquis de Gallerande, chevalier des ordres du roi, et premier écuyer du duc d'Orléans. Elle est faite, après la mort de sa sœur, dame d'atours de la duchesse d'Orléans, dont elle était jusque-là dame de compagnie.
- Gabriel Simon de Villers d'O, comte d'O (1698-1734), Brigadier des Armées du Roi. Il épouse Anne Louise Félicité de Madaillan de Lesparre Lassay[Note 6], Adélaïde Geneviève Félicité d'O, marquise de Franconville, comtesse de Manicamp, première femme de Louis de Brancas, duc de Lauraguais, morte le 16 août 1735, âgée de 29 ans.